# 利恩鎮區 (明尼蘇達州格蘭特縣)
利恩鎮區（英語：Lien Township）是位於美國明尼蘇達州格蘭特縣的一個行政鎮區。

## 地方資料
利恩鎮區的面積為89.05平方千米，當中陸地面積為84.49平方千米，而水域面積為4.56平方千米。根據2020年美國人口普查的數據，當地共有人口123人，而人口密度為每平方千米1.38人。